# Ámós könyve
Az Ámosz könyve vagy Ámos könyve a Bibliában található úgynevezett tizenkét kisprófétákhoz tartozó könyv.

## A szerző
Ámosz Júdából, Jeruzsálemtől húsz kilométerre fekvő Tekoából származott. Működése viszont az északi királyság Izrael volt. Fenyegető szavaiból kiderül, hogy valószínűleg tevékenykedett Szamáriában, Izrael fővárosában (3,9; 4,1; 6,1) és talán gilgáli szentélyben is. Bétel szentélye az északi rész legjelentősebb szentélye viszont az egyetlen, amely mint a próféta működési helye jobban körülírva szerepel a könyvben. Mivel egész Izrael pusztulásáról beszélt, Amácja pap bevádolta, és azt kérte a királytól, hogy utasítsák ki Izraelből. Feltételezhető, hogy csak néhány hónapig tevékenykedett II. Jeroboám uralkodása idején (787-747) közelebbről 760 és 740 között.
A próféta eredetileg pásztor (1,1; 7,14-15) és fügetermesztő (7,14) volt. Öntudatos hivatkozásából arra lehet következtetni, hogy önálló nyáj- és földtulajdonos lehetett, nem szolga (7,12). Elhívatottságát Jahvétól kapta, aki elszólította nyájától és prófétálni hívta (7,15 vö. 3,7-8).

## A könyv története
A könyv téma szerint szerkesztett olyan könyv, mely jelenlegi formáját hosszabb irodalmi tevékenység által hozták létre.
A könyv alapjait Ámosz szavaiból (1,3-2,16 és 3,1-6,14) és látomásaiból (7,1-8; 8,1-2; 9,1-4) álló gyűjtemény, amelybe a próféta Bételből való kiutasításának történetét (7,14-17) iktatták be. A próféta tanítását később - a fogság alatt és utána - további kiegészítésekkel látták el, kialakítva és lezárva a könyv végső formáját.

## A könyv tartalma és szerkezete
Első szám első személyben elmondott látomásokból, és harmadik személyben megírt prófétai elbeszélésből áll.
- 1,1 Címzés.
- 1,2 Bevezető.
- 1,3-2,16 Fenyegető prófétálások a pogányok és Izrael ellen.
- 3,1-6,14 Fenyegető prófétálások Izrael ellen.
- 7,1-9,7 (8-10) Látomások és Ámosz kiutasítása a bételi szentélyből, prófétai tanítások.
- 9,(8-10)11-15 Az üdvösség ígérése.

## Üzenete
- Ámosz prófétálása avval együtt érthető meg, hogy Izrael politikailag és gazdaságilag biztonságos volt II. Jeroboám hosszú uralkodása alatt. Ezalatt az idő alatt Baált és más kánaánita istenséget nyilvánosan tiszteltek. Hamis vallási elégedettség uralkodott, melyet Isten áldásának tekintettek, és nem vették észre a vallási és erkölcsi élet romlását, a súlyos társadalmi és szociális ellentéteket. Ámosz a bűnök megnevezéseivel, és Isten közeli ítéletével akarja felrázni Izraelt.
- A jognak úgy kellene működnie mint az életet adó víznek. (5,24) Ehelyett a jog méreggé vált (6,12) az igazságot földre tiporják (5,7). A elhagyatottak nem kapnak jogsegélyt (2,6-8; 5,7.12.15). A jogrend megsértése a vezető rétegben egyértelművé válik, a kirívó a gazdagságuk, luxus szeretetük 3,15; 4,1; 5,11; 6,4-6.8.11). A kiszolgáltatott népréteg ellen elkövetett jogsértés által jön létre a gazdagok felhalmozott javai(2,7.8; 4,1; 5,11-13; 8,4-6) Elbizakodottak lettek a politikusok a jólétükben (6,3.13; 4,1).
- Nem helyesli a próféta a vallásgyakorlatot. Izrael szentélyeiben - Bétel, Gilgál, Dán - fényűző kultikus szertartások között tisztelték Jahvét (4,4-5; 5,21-23). Nem keresik Jahve akaratát (5,4). Nincs jogrend a közéletben. (5,21-24).
- Mindezek az elkövetett bűnök Isten büntetését idézik elő. Ámosz szerint Izrael elérkezett Isten ítéletére. Nem lehet alaptalanul bizakodni, hogy majd a kiválasztottság miatt Jahve megóvja őket minden szerencsétlenségtől (3,2; 9,7). A vallási szertartások külsőséges gyakorlata sem biztosítja, azt hogy a segítő Jahve jelen van. (4,4-5; 5,4-6.21-24).
- Semmi esélyt nem lát a próféta a megtérésre, pedig csak az segítene, ezért nem kerülhető el az ítéletet, amely hirdeti (5,14-15) "Jahve napját", az isteni ítélet megsemmisítő közeledtét (5,18-20), melynek eredménye a pusztulás (8,2), nincs menekülés (3,12; 4,2; 6,10; 9,1-4 stb.) De Izrael jövője nem zárul le. A befejezés, a könyv vége szól a megmaradottakról.

## Fordítás
Ez a szócikk részben vagy egészben  az   Amos (prophet) című angol Wikipédia-szócikk fordításán alapul.  Az eredeti cikk szerkesztőit annak laptörténete sorolja fel. Ez a jelzés csupán a megfogalmazás eredetét és a szerzői jogokat jelzi, nem szolgál a cikkben szereplő információk forrásmegjelöléseként.